# Michael Steen
Michael Steen (* 28. März 1947) ist ein deutscher Mediziner und war von 1997 bis 1999 Präsident der Deutschen Gesellschaft für Verbrennungsmedizin.

## Leben
Ausbildung zum Facharzt für Chirurgie und Spezialisierung Unfallchirurgie. Weitere Ausbildung Plastische Chirurgie, Handchirurgie und Verbrennungsmedizin. Steen promovierte 1980 an der Universität Göttingen. 1990 wurde er an der Universität Heidelberg habilitiert und erhielt dort im Folgejahr einen Lehrauftrag. Er führt den Titel Priv. Doz. Dr. med. habil.
Von 1981 bis 1993 Ausbildung an der Berufsgenossenschaftlichen Unfallklinik Ludwigshafen, zuletzt als leitender Oberarzt, und an der Uniklinik Innsbruck.
1993 wechselte Steen nach Ostdeutschland und wurde Chefarzt der neu eingerichteten Klinik für Plastische und Handchirurgie und dem Brandverletztenzentrum am Klinikum St. Georg Leipzig. Dort wesentliche Beteiligung an der Planung des ersten neuen Brandverletztenzentrums in den neuen Bundesländern. Von 1997 bis 2012 war er Direktor der ebenfalls neu eingerichteten Klinik für Plastische Chirurgie und Handchirurgie sowie des Schwerbrandverletztenzentrums des BG Klinikum Bergmannstrost Halle und entwickelte dort ein spezifisches Konzept zur Rehabilitation der Hand. Daneben initiierte er ab 2006 zusammen mit einigen seiner Oberärzte eine Praxisklinik für Plastische und Ästhetische Chirurgie in Leipzig, welche 2012 im Nikolaizentrum Leipzig aufging. Ab 2009 neben der Hallenser Kliniktätigkeit Leiter des Handchirurgischen Kompetenzzentrums der BG-Kliniken Bergmannstrost im Nikolaizentrum Leipzig. Nach der Beendigung der klinischen Laufbahn 2012 Leitender Arzt im Nikolaizentrum Leipzig bis 2021 und handchirurgisch orientierte Kassenpraxis in Zwickau. Von 2009 bis 2021 Geschäftsführer der Hand-Aktiv GmbH in Leipzig und Zwickau. Heute ist er im Nikolaizentrum Leipzig noch als „Berater“ und Verantwortlicher für „Pilotprojekte“ tätig.
Steen ist Mitglied verschiedener medizinischer Fachgesellschaften:
- Deutsche Gesellschaft der Plastischen, Rekonstruktiven und Ästhetischen Chirurgen, Ehrenmitglied
- Deutsche Gesellschaft für Chirurgie
- Deutsche Gesellschaft für Unfallchirurgie
- Deutsche Gesellschaft für Handchirurgie
- Deutsche Gesellschaft für Verbrennungsmedizin, Gründungsmitglied, von 1997 bis 1999 deren Präsident und Ehrenmitglied

## Werke (Auswahl)
- Osteomyelitis und Trauma. (Dissertation Universität Göttingen 1981).
- Das Inhalationstrauma des Brandverletzten (Habilitationsschrift Universität Heidelberg/Mannheim 1990).
- Als Mitherausgeber: Handbuch der Verbrennungstherapie. Ecomed, Landsberg 2002, ISBN 3-609-51800-6.
- Zahlreiche Buchkapitel und Fachartikel in Zeitschriften